# زمین‌لرزه ۱۹۶۱ کلمبیا
زمین‌لرزه کلمبیا  در تاریخ ۲۰ دسامبر ۱۹۶۱ میلادی، برابر با ‎۲۹ آذر ۱۳۴۰، ساعت ۱۳:۲۵:۳۴ به زمان یوتی‌سی در کلمبیا رخ داد. ژرفای این زلزله ۱۶۲٫۵ کیلومتر بود. بزرگی آن ۶٫۹ در مقیاس Ms اعلام شده‌است. زمین‌لرزه به وقت محلی در روز چهارشنبه، ساعت ۸ روی داده و منطقه زمانی آن یوتی‌سی -۵ بوده‌است .
سازمان زمین‌شناسی آمریکا نیز جای این زمین‌لرزه را در مختصات ۴°۳۶′شمالی ۷۵°۳۶′غربی / ۴٫۶°شمالی ۷۵٫۶°غربی و بزرگی آنرا برابر با ۶٫۹ در مقیاس ریشتر اعلام کرده‌است. ژرفای گزارش شده از سوی این سازمان ۱۷۶ کیلومتر می‌باشد.
شمار کشتگان زلزله حدود ۲۳ نفر بوده‌است.تعداد زخمیان ۱۰۰ نفر برآورده شده‌است.